# Menno Meyjes
Menno Meyjes (Eindhoven, 1954) és un guionista neerlandès.
Es va mudar als Estats Units en 1972, on va estudiar en l'Institut d'Arts de Califòrnia, a San Francisco, on va conèixer a George Kuchar, James Broughton, Larry Jordan. Va ser nominat a diversos premis pel seu guió per a la pel·lícula El color púrpura (1985), adaptada de la novel·la homònima d'Alice Walker. En 1989 va obtenir reconeixement per haver coescrit Indiana Jones i l'última croada juntament amb George Lucas, així com per obtenir un premio Goya per El sueño del mono loco. El 1991 va compondre el guió de la pel·lícula Ricochet de Denzel Washington i el 1998 el de The Siege d'Edward Zwig.
El 2002 va dirigir les seves primeres pel·lícules, Max i Martian Child, protagonitzades per John Cusack. En 2007 va escriure el guió i dirigir el biopic sobre Manolete protagonitzada per Penélope Cruz i Adrien Brody. També va escriure el guió de l'èpica Black Gold al Pròxim Orient, dirigida per Jean-Jacques Annaud i protagonitzada per Antonio Banderas i Mark Strong.

## Filmografia
| Any  | Títol                           | Director | Guionista       | Notes                 |
| ---- | ------------------------------- | -------- | --------------- | --------------------- |
| 1985 | Amazing Stories                 | No       | Sí              | Episodi 'The Mission' |
| 1985 | El color púrpura                | No       | Sí              |                       |
| 1987 | Lionheart                       | No       | Sense acreditar |                       |
| 1989 | Indiana Jones i l'última croada | No       | Història        |                       |
| 1989 | El sueño del mono loco          | No       | No acreditat    |                       |
| 1991 | Ricochet                        | No       | Història        |                       |
| 1994 | Foreign Student                 | No       | Sí              | També coproductor     |
| 1998 | The Siege                       | No       | Sí              |                       |
| 2002 | Max                             | Sí       | Sí              | Pel·lícula de debut   |
| 2007 | Martian Child                   | Sí       | No              |                       |
| 2008 | Manolete                        | Sí       | Sí              |                       |
| 2011 | Black Gold                      | No       | Sí              |                       |
| 2013 | Het Diner                       | Sí       | Sí              |                       |
| 2015 | De Reünie                       | Sí       | Sí              |                       |
| 2016 | De Held                         | Sí       | Sí              |                       |
| TBA  | Close Enough                    | No       | Sí              |                       |